# Schlachtkapelle Sempach

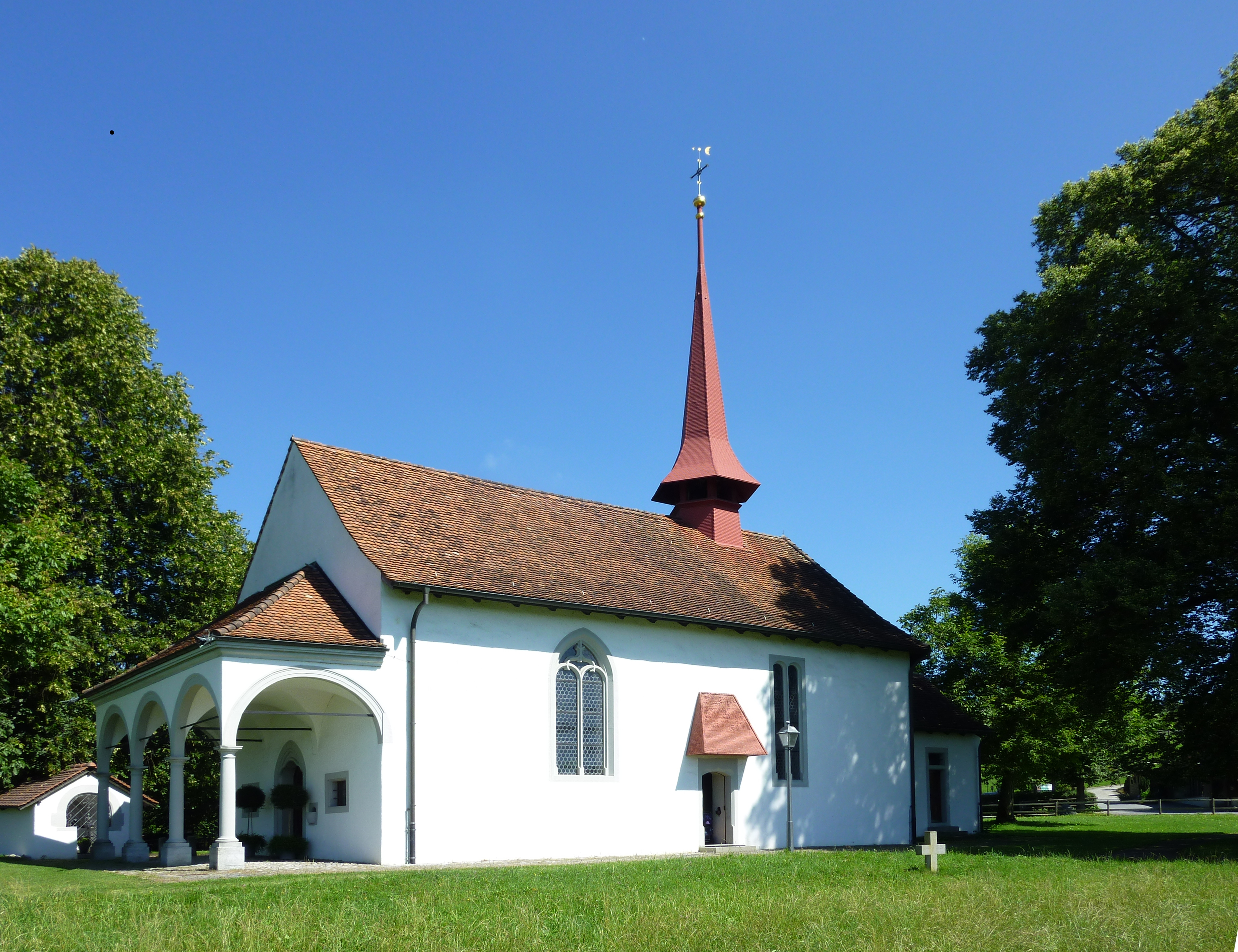
Schlachtkapelle Sempach

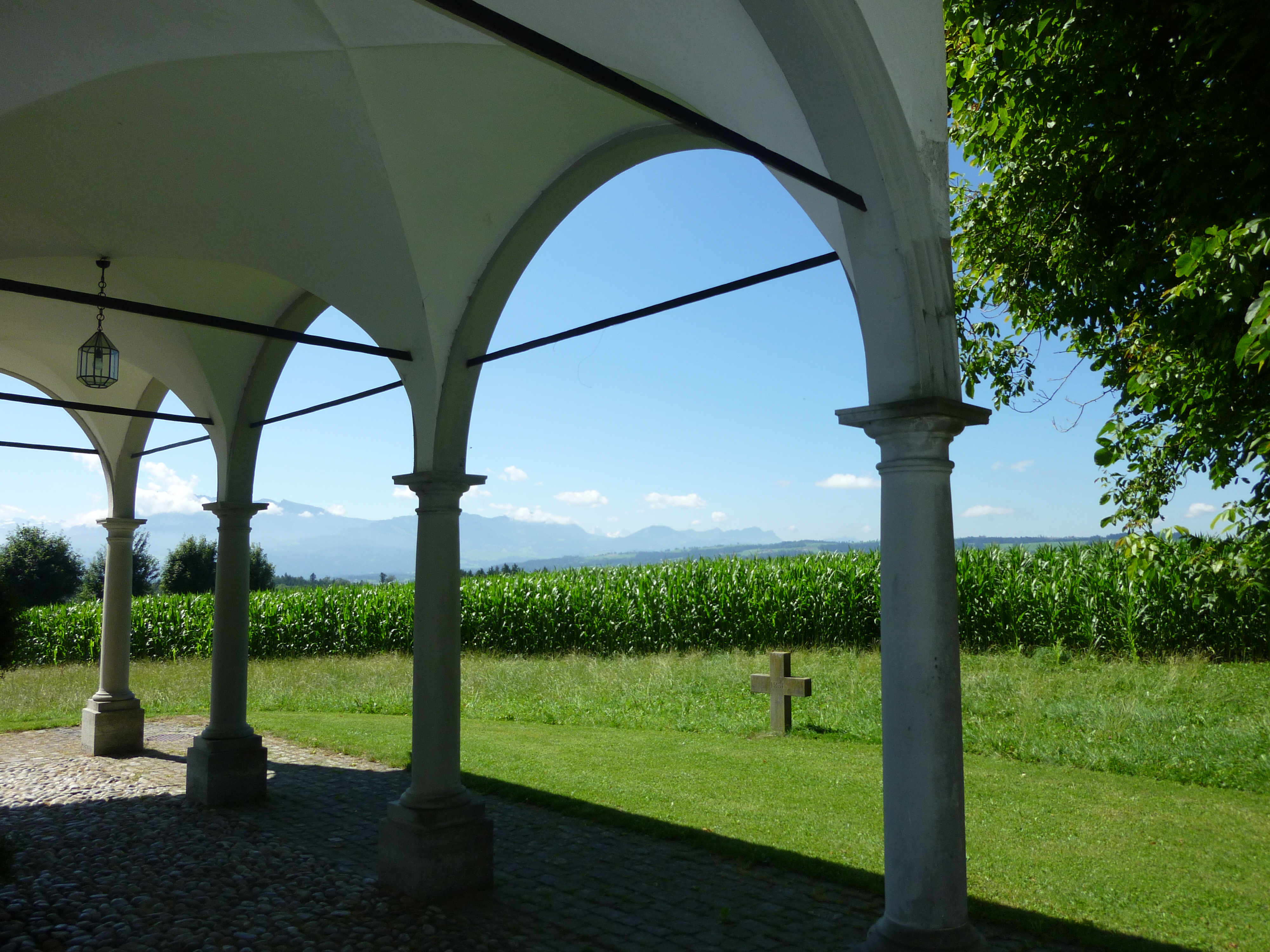
Westlicher Vorbau

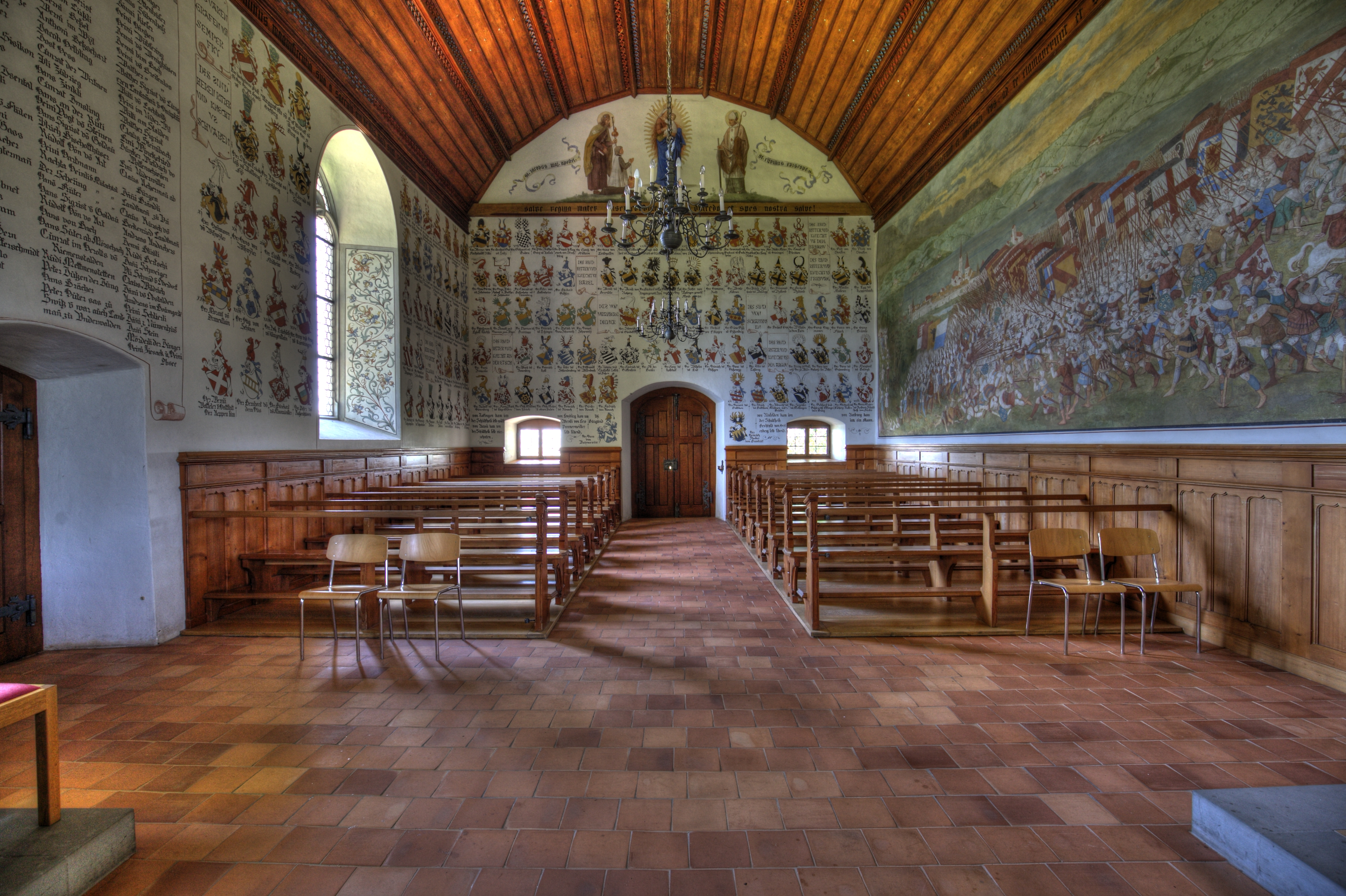
Innenansicht

Die Schlachtkapelle Sempach steht oberhalb des Städtchens Sempach im Kanton Luzern in der Schweiz an der Strasse nach Hildisrieden. Sie wurde 1472/73 errichtet zur Erinnerung an die Schlacht bei Sempach vom 9. Juli 1386, in welcher Truppen von Luzern und der Innerschweiz ein habsburgisches Heer unter Herzog Leopold von Österreich besiegten. Gewidmet ist die Kapelle Jakobus dem Älteren.

## Geschichte
Gemäss einer Legende soll an der Stelle, wo Herzog Leopold fiel, eine Gedenkstätte errichtet worden sein, die jedoch nicht nachgewiesen ist. Die eigentliche Kapelle wurde 1472/73 errichtet. Aufgrund vorgefundener Putzschichten schliesst man auf vier Bauetappen. Bei Grabungen wurden 1983/84 Reste eines kleineren Vorgängerbaus gefunden, der im Bereiche des heutigen Chores stand.
1551–1554 wurde die Kapelle renoviert und 1638–1641 stark umgestaltet. 1747 wurden unter Säckelmeister Aurelian zur Gilgen (1688–1759) die Mauern um ca. 50 cm erhöht, die Fenster gehoben und die Vorhalle im Westen angebaut. Die Kapelle erhielt einen neuen Dachstuhl, und die bisherige flache Decke wurde durch eine gewölbte ersetzt, diese wiederum 1825 durch eine solche aus Gips. 1885/86 wurde auf das 500-Jahr-Jubiläum der Schlacht hin die Kapelle durch Heinrich Viktor von Segesser erneut restauriert; unter anderem wurde das Dach mit farbigem Schiefer gedeckt und die Seiteneingänge mit Vordächern geschützt. Auch wurde die heutige Decke eingefügt. 1985/86 erfolgte eine weitere Restaurierung, bei der der bisherige Spitzhelm des Dachreiters durch einen geschwungenen ersetzt wurde. Zudem erhielt der Seiteneingang ein neues Vordach.
An den Seitenwänden und der Rückwand sind seit 1886 die Namen der gefallenen Eidgenossen und die Wappen und Namen von Adligen aufgeführt, die auf Seiten der Habsburger fielen. Bei den Eidgenossen erscheint der Name von Arnold von Winkelried als «Erni Winckelried». In der Chorwand sind die habsburgischen Banner und die Namen ihrer Träger aufgemalt. Die drei Altäre nehmen zur übrigen Ausstattung der Kapelle keinen Bezug. Sie sind nicht signiert und stammen aus dem 17. Jahrhundert.

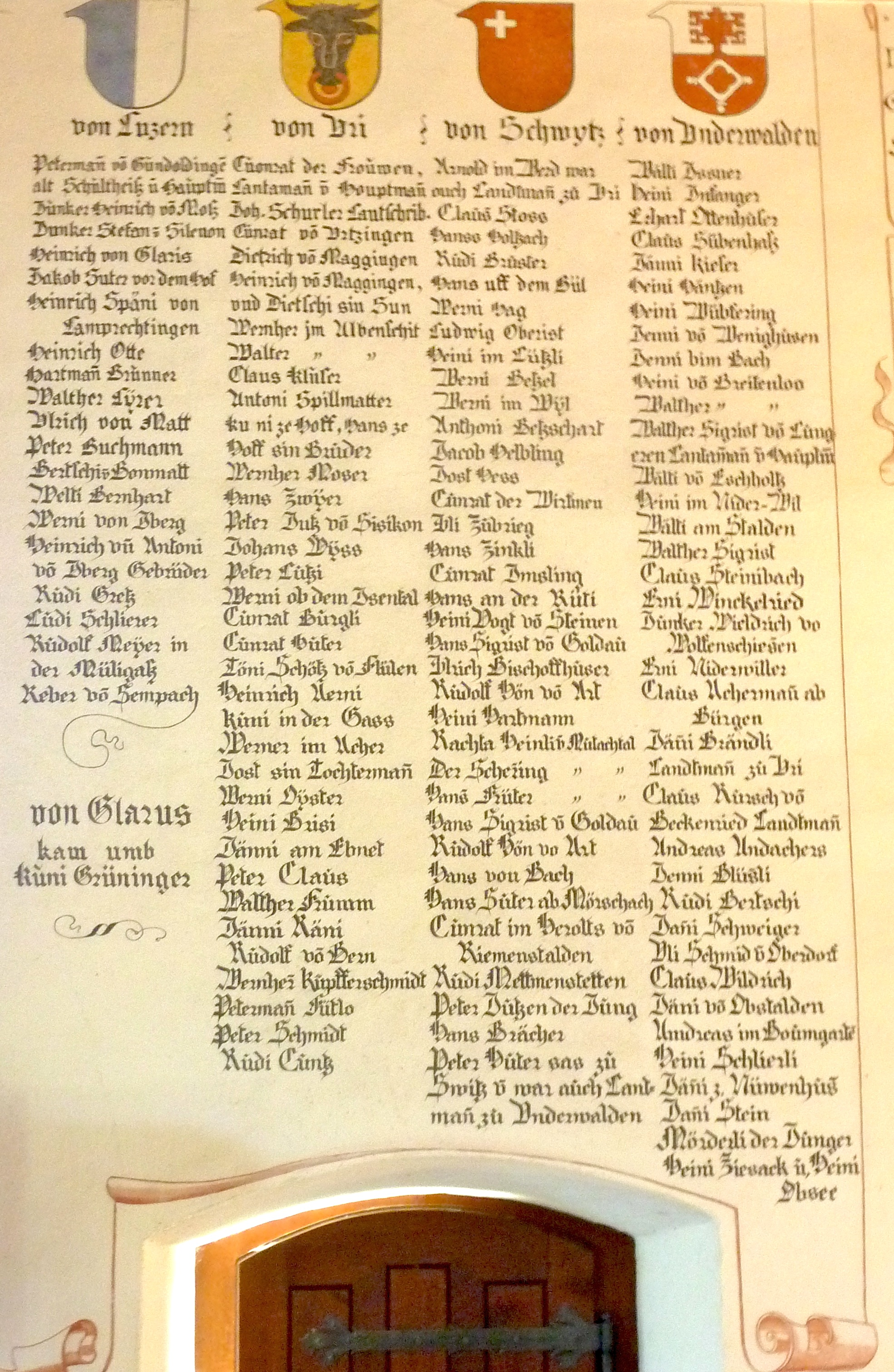
Gefallene Eidgenossen
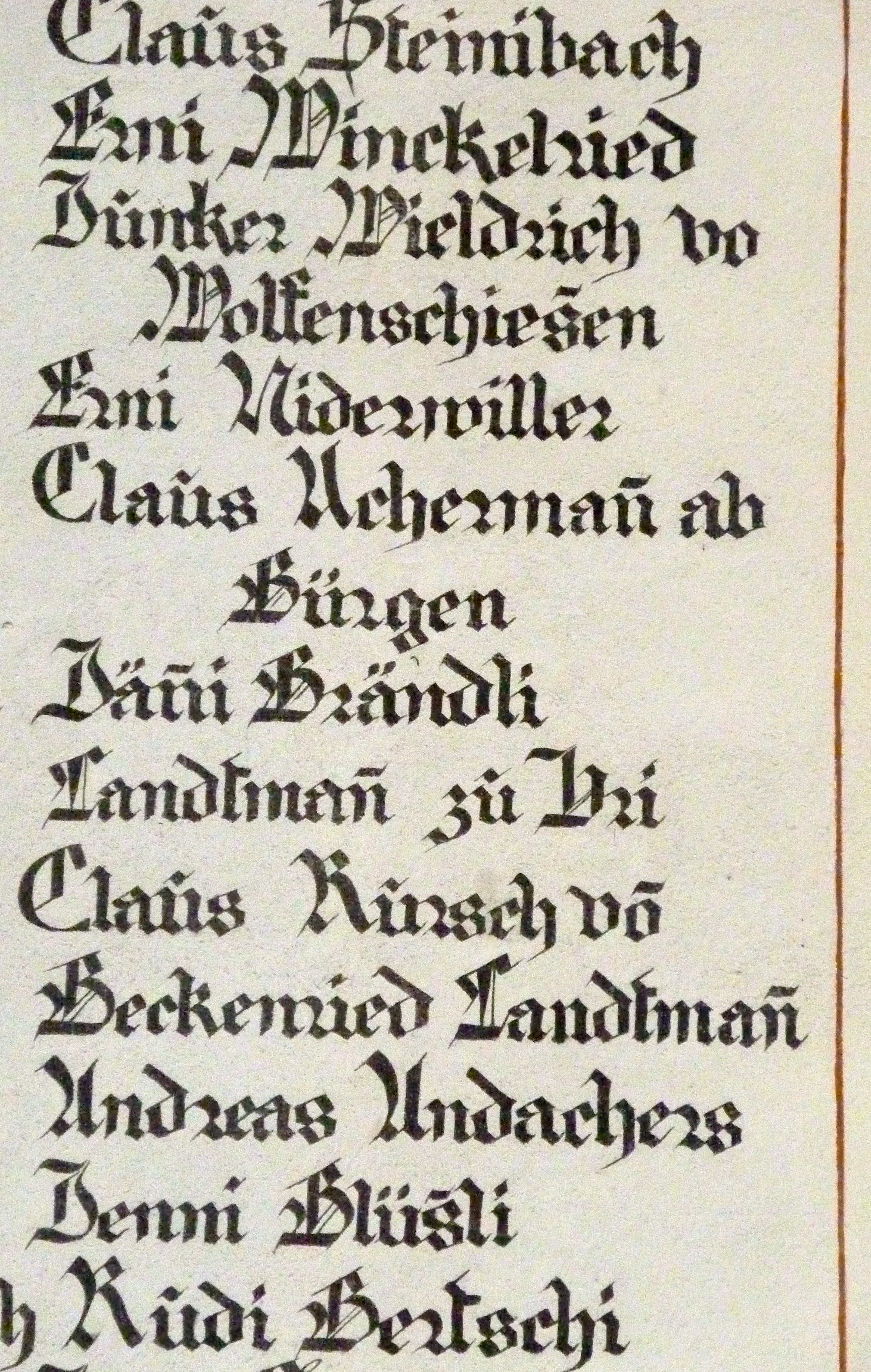
Erni von Winkelried
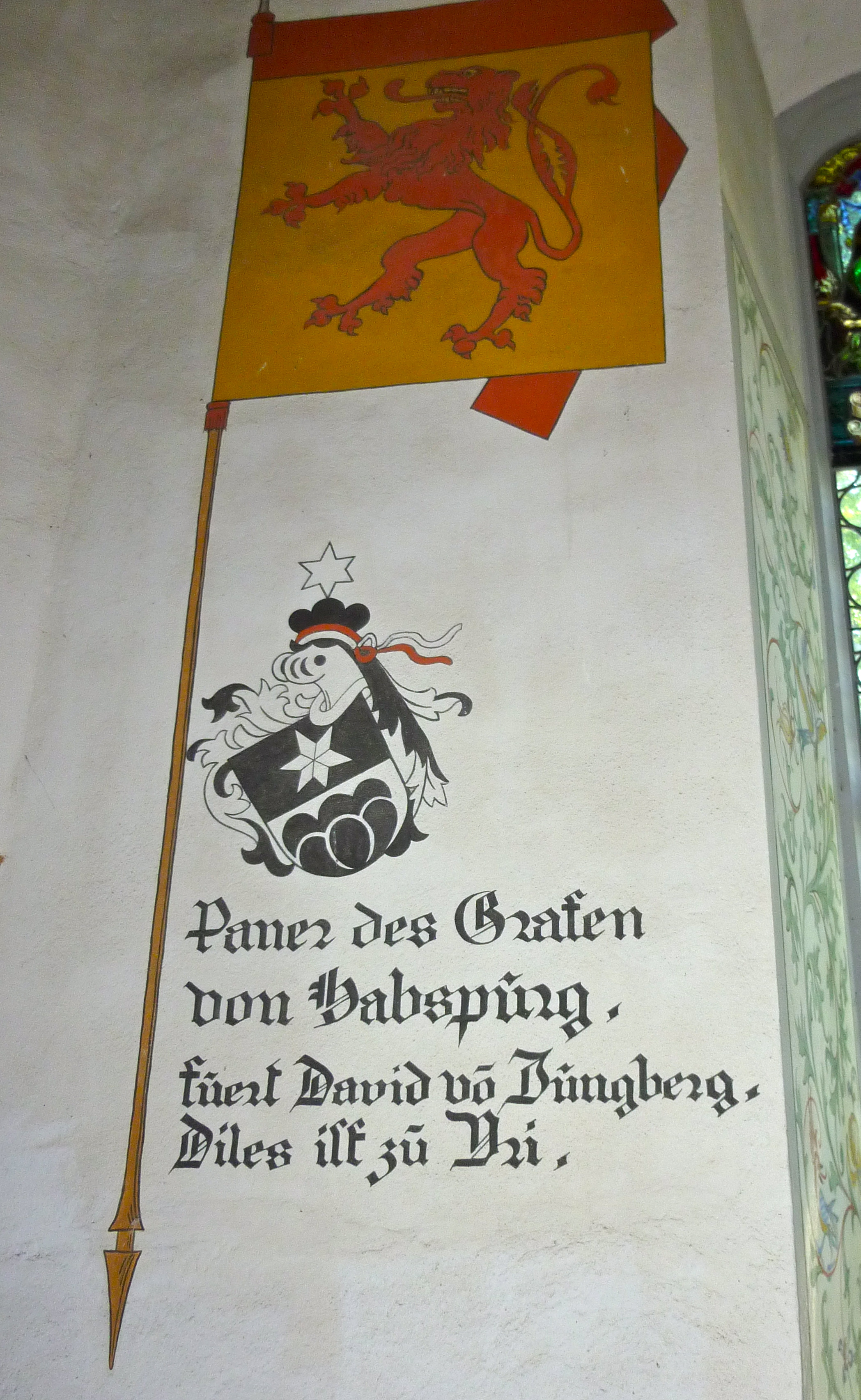
Habsburger Banner
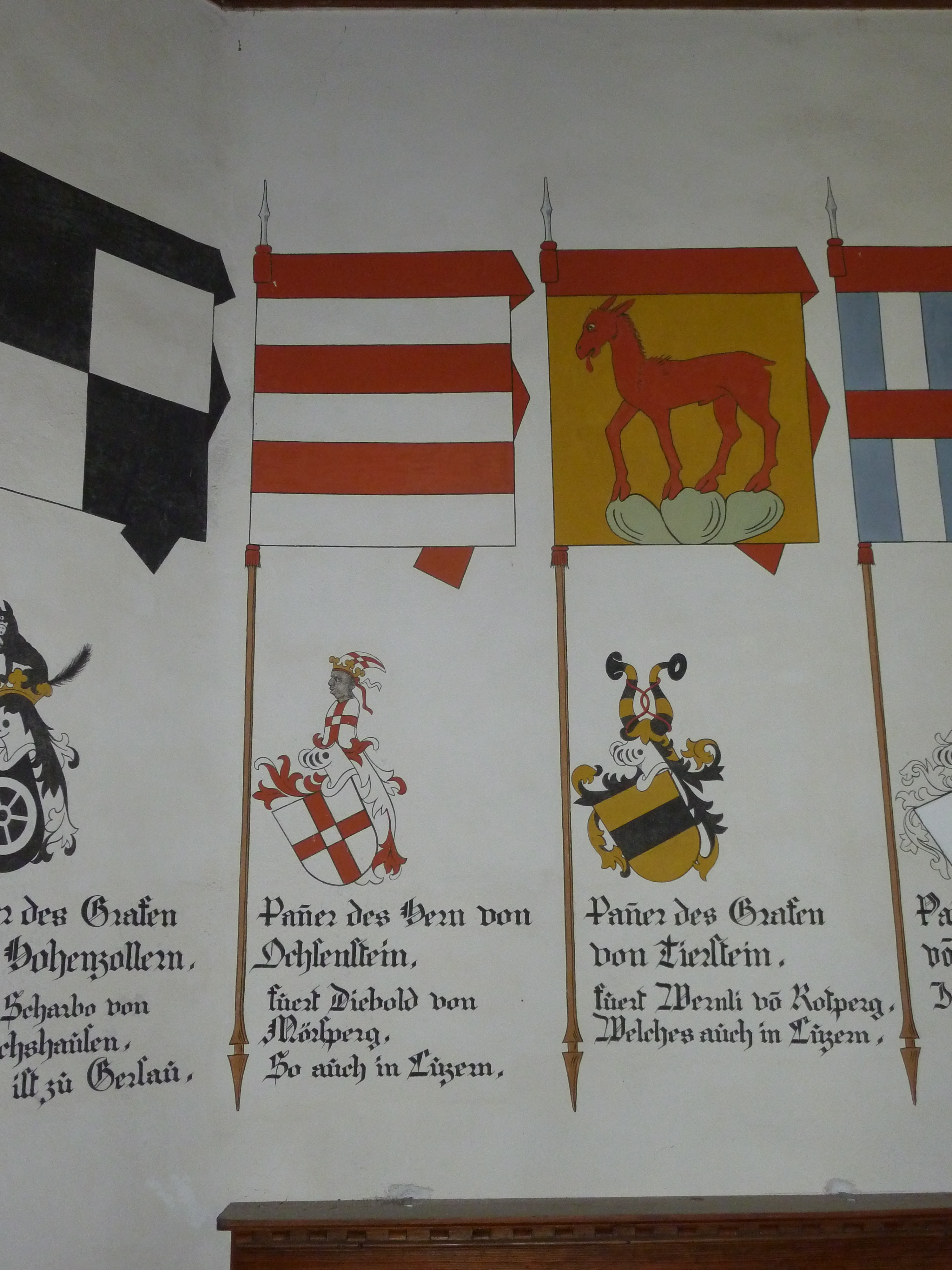
Banner Ochsenstein und Thierstein
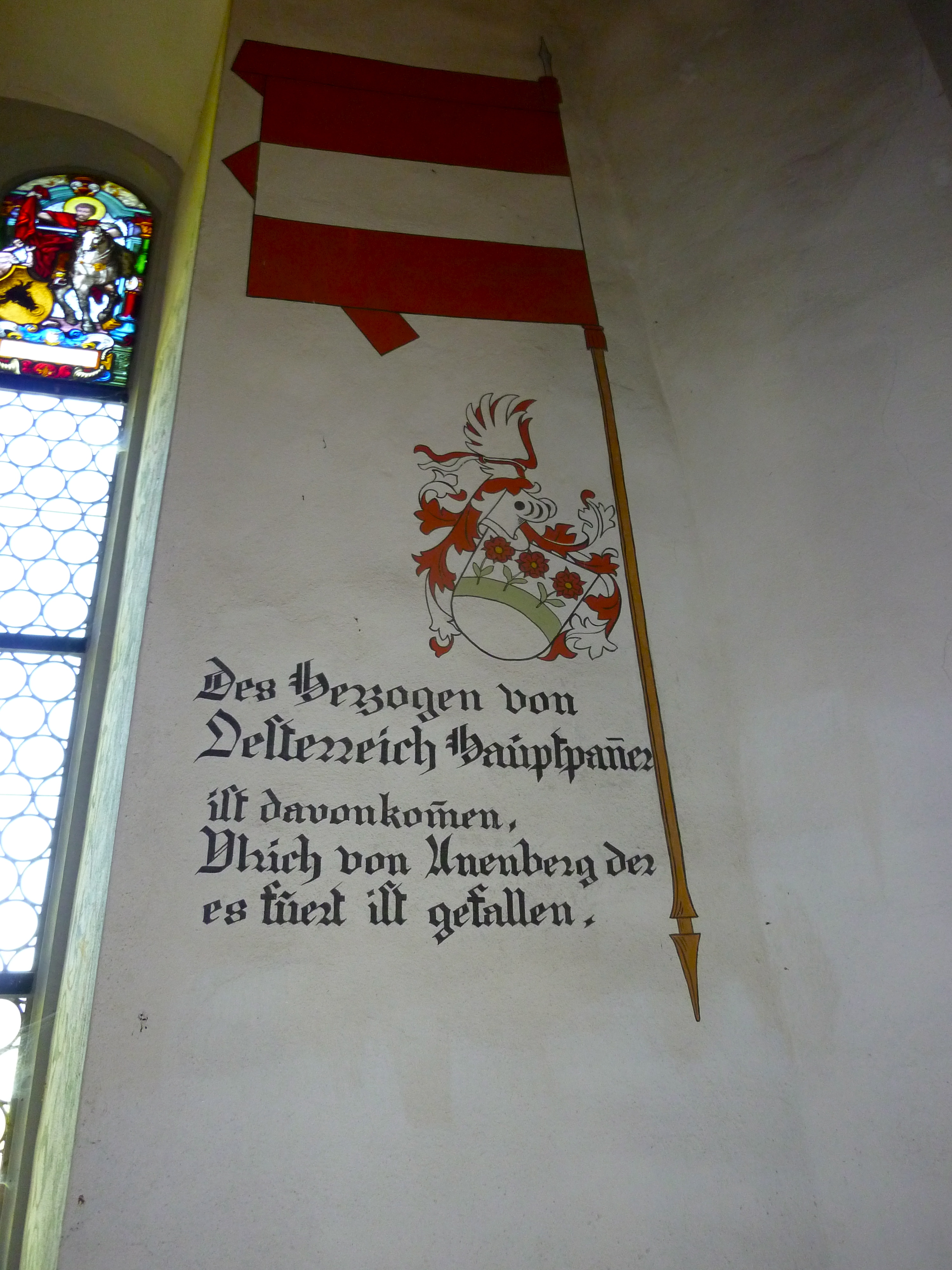
Habsburgisches Hauptbanner
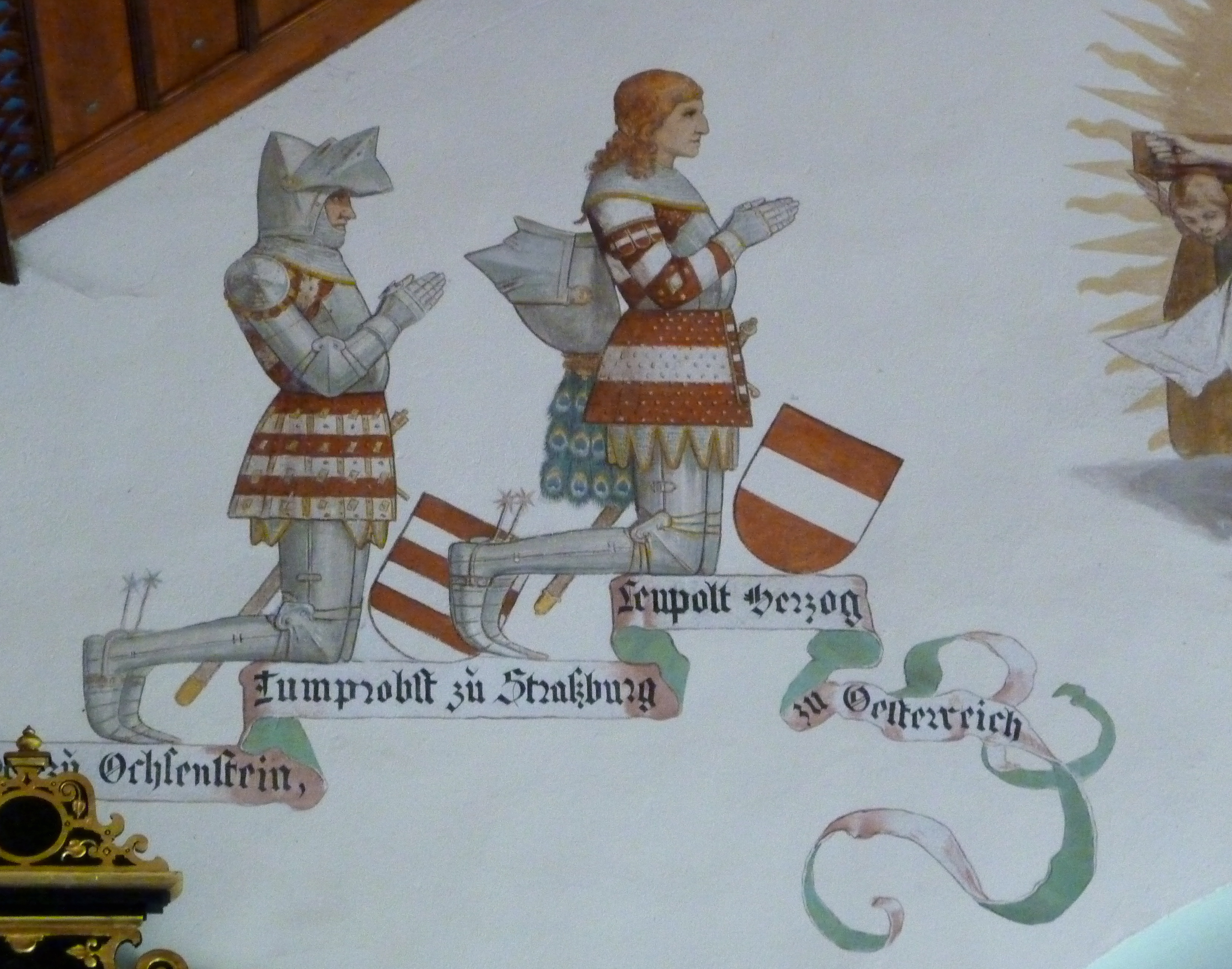
Johann Ochsenstein und Leopold von Österreich

## Schlachtgemälde

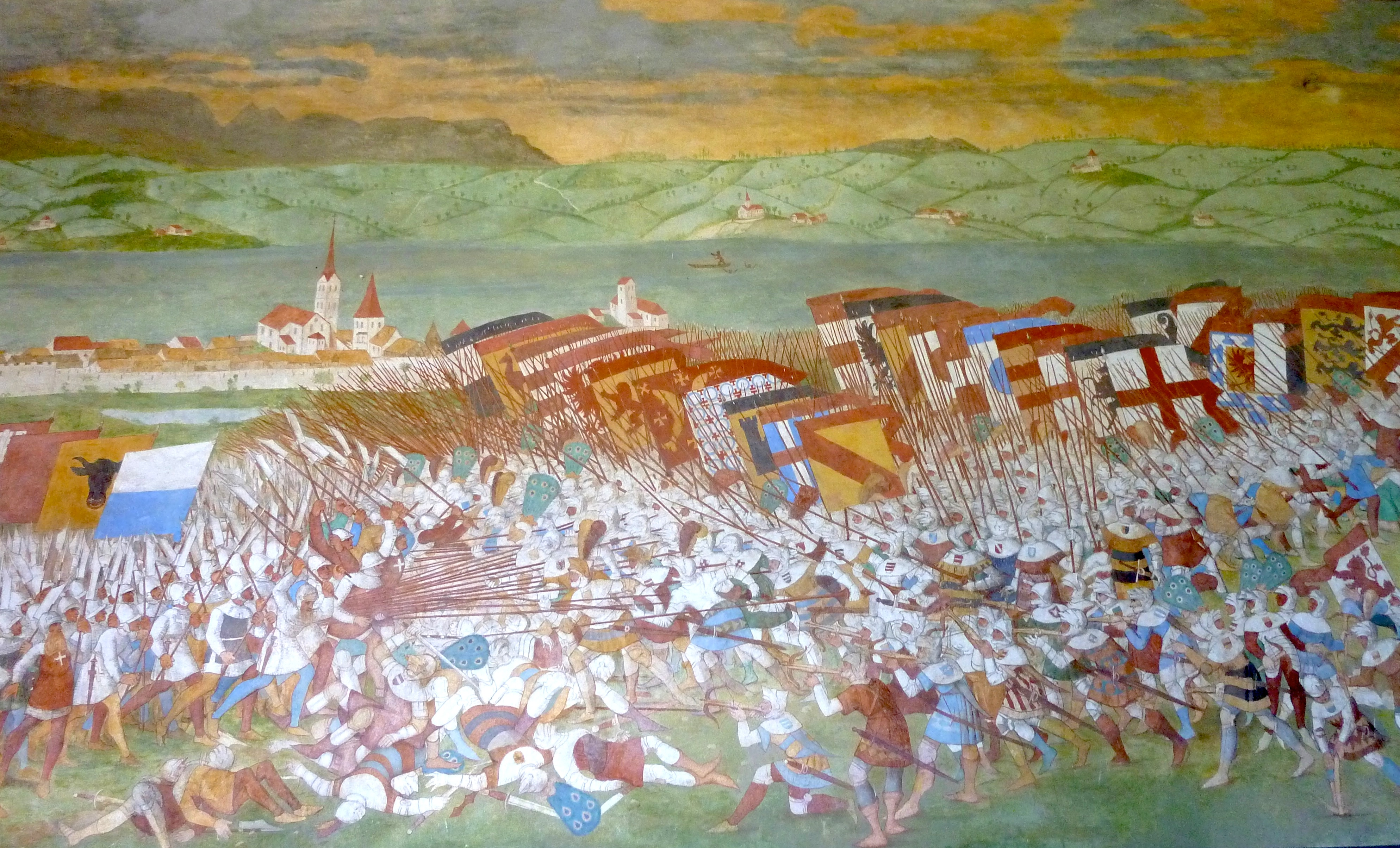
Gemälde (Ausschnitt)

Die ganze Nordwestwand der Kapelle ist mit einer monumentalen Darstellung der Schlacht von Sempach bedeckt. Der Vordergrund zeigt links die Eidgenossen, rechts das Heer Leopolds. In der Mitte drückt Winkelried die Speere zu Boden. Im Hintergrund liegt hinter dem Städtchen Sempach der Sempachersee mit dem Nottwilerberg, links erkennt man den Pilatus.
Von wem das grosse Schlachtfresko ursprünglich stammt, ist nicht geklärt. In den Abrechnungen aus dem Jahr 1551 erscheinen Arbeiten an einem Bild. Worum es sich dabei jedoch handelte, ist unklar, eventuell um ein Gemälde von Hans Rudolf Manuel (1525–1571). 1638–1643, anlässlich der damaligen Umgestaltung der Kapelle, fand eine wesentliche Überholung, wenn nicht Neubemalung statt, vermutlich durch Maler aus dem Kreis des Luzerner Malers Hans Ulrich Wägmann.
1747 wurde die Kapelle um 50 Zentimeter erhöht und das Gemälde oben ergänzt. 1695 und 1741–1743 wurde das Bild restauriert. Zwischen 1826 und 1886 war das Fresko mit einem Ölgemälde des Willisauer Malers Xaver Hecht (1757–1836) bedeckt, das heute in der Festhalle Sempach zu sehen ist.
1886, anlässlich des 500-Jahr-Jubiläums, restaurierte und ergänzte Joseph Balmer (1828–1918) das Bild, links unten gibt er Wägmann als Maler an. Bei einer erneuten Restauration von 1985 zeigte sich, dass unter der heutigen Putzschicht zwei weitere Farbschichten liegen, eine farbige und eine in Grau.

## Beinhaus und Kreuz

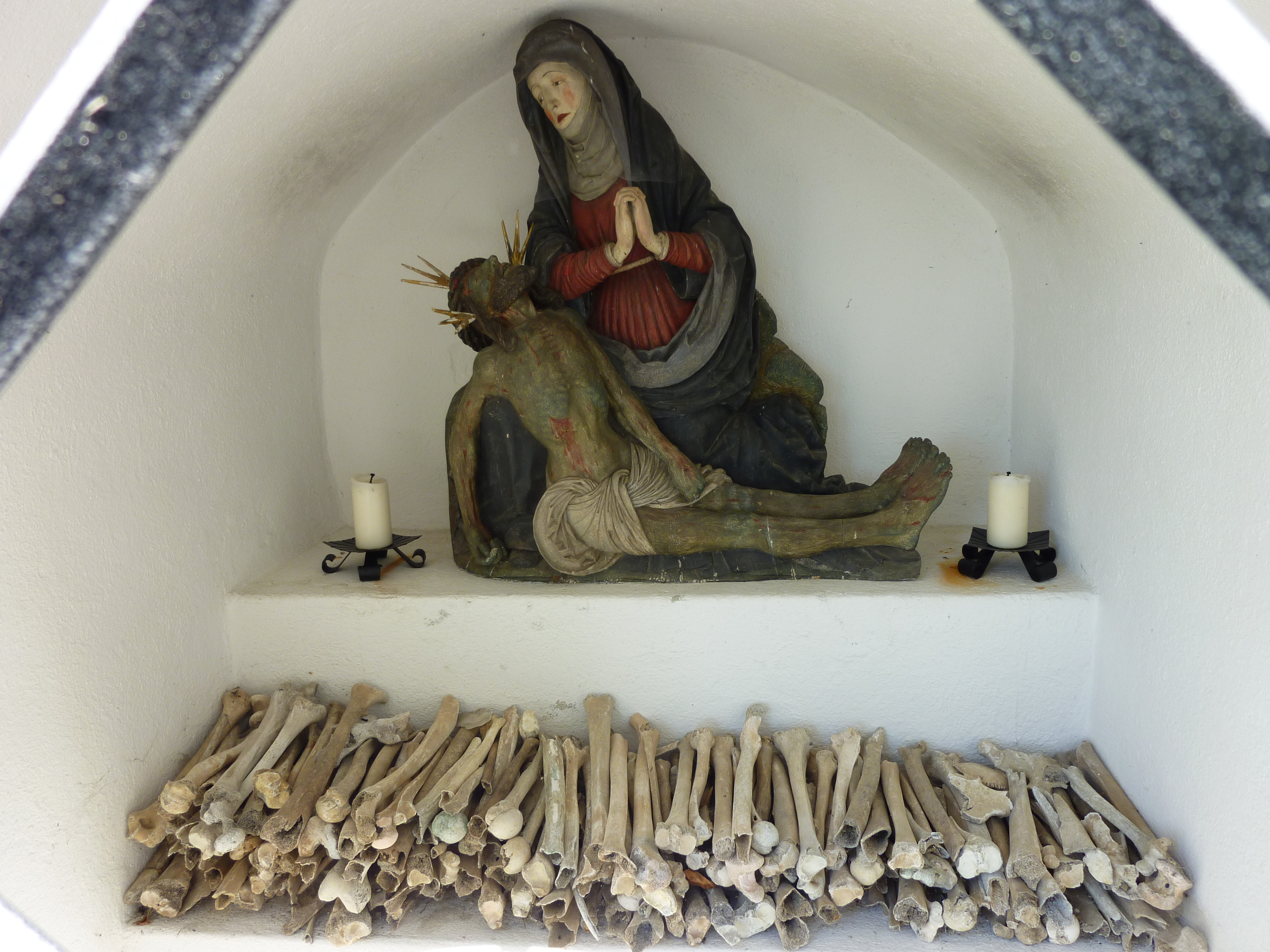
Beinhaus

Im kleinen Beinhaus aus dem Jahr 1594 liegen Knochen, die angeblich von in der Schlacht Gefallenen stammen. Eine Untersuchung stellte jedoch fest, dass die Knochen jüngeren Datums sind. Ein steinernes Kreuz vor der Kirche markiert die Stelle, an der der Luzerner Altschultheiss Petermann von Gundoldingen gefallen sein soll. Es war zusammen mit zwei anderen Kreuzen Station einer Prozession, die jeweils an der Schlachtjahrzeit am letzten Samstag im Juni für die Gefallenen abgehalten wird. Die Pietà stammt aus dem Anfang des 16. Jahrhunderts und ist aus einem einzigen Stück Lindenholz geschnitzt.